# المسيار (بكيل المير)

تعديل مصدري - تعديل

المسيار هي إحدى قرى عزلة العطن بمديرية بكيل المير التابعة لمحافظة حجة، بلغ تعداد سكانها 380 نسمة حسب تعداد اليمن لعام 2004.